# Nemunėlis
Il fiume Nemunėlis (in lituano) o Mēmele (in lettone) è un fiume che scorre tra il nord della Lituania e il sud della Lettonia.
Nasce a 6 km a sud della città di Rokiškis, in Lituania. Scorre per un totale di 191 km (di cui 75 in Lituania, 76 sul confine lituano-lettone e 40 in Lettonia) prima di confluire, nei pressi della città di Bauska, in Lettonia, con il fiume Mūša, con il quale forma un nuovo fiume, il Lielupe.
Questo fiume non appartiene al bacino del fiume Nemunas, ma tra i nomi dei due fiumi vi sono delle correlazioni in più di una lingua:
- in lituano, "Nemunėlis" è un diminutivo per "Nemunas";
- in tedesco, la parola "Memel" è usata per indicare sia il fiume Nemunas che la città di Klaipėda, in Lituania, e "Memele" è il suo diminutivo;
- in lettone, il fiume è chiamano "Mēmele", nome derivato direttamente dal tedesco oppure dall'antico prussiano, nel quale probabilmente significava "circondato dall'acqua";
- anche in estone il fiume è detto "Memele".

L'Unione europea ha elargito 100000 € per creare dei percorsi turistici lungo il Nemunėlis, finanziando in particolare l'apertura di negozi che noleggino kayak e imbarcazioni, la formazione di guide turistiche, la creazione di un'opportuna rete cartellonistica e l'apertura di siti adibiti al campeggio.